# Élection du président de la Confédération suisse de 2015
L'élection du président de la Confédération suisse de 2015, est un scrutin au suffrage indirect visant à élire le président de la Confédération suisse pour l'année 2016.
Le 9 décembre 2015, Johann Schneider-Ammann est élu président avec 196 voix sur 208 bulletins valables par l'assemblée fédérale pour être le président de la Confédération en 2016.

## Déroulement

### Processus électoral
Le président de la Confédération est élu par l'Assemblée fédérale, réunissant le Conseil national et le Conseil des États, parmi les membres du Conseil fédéral le deuxième mercredi de la session d'hiver.
Son mandat dure un an et correspond à l'année civile (du 1er janvier au 31 décembre). Il n'est pas immédiatement rééligible, y compris à la vice-présidence du Conseil fédéral, mais peut remplir plusieurs mandats non successifs,.

### Élection
Le 9 décembre 2015, par 196 voix sur 208 bulletins valables, Johann Schneider-Ammann, du Parti libéral-radical, est élu président de la Confédération pour l'année. Il succède à la socialiste Simonetta Sommaruga.
Douze bulletins ont porté le nom de personnalités diverses.